# Nova Escola Catalana
La Nova Escola Catalana és una entitat cultural jueva ubicada a Barcelona.
El seu objectiu és recuperar i fer reviure el patrimoni i llegat de les antigues escoles d'estudis jueves catalanes. També es defineix com a Bet Midraix català. Un grup d'estudi de les fonts i tradicions jueves de Catalunya, que pretén estudiar i donar a conèixer què va passar amb el judaisme català a partir del 1391, tant pel que fa a la població jueva que va marxar com la que es va quedar al Principat de Catalunya i a la resta de territoris de parla catalana. A banda de programar activitats culturals, com visites guiades especialitzades al Call de Barcelona o diferents xerrades divulgatives, també organitzen celebracions de les principals festes religioses jueves, com per exemple la l'encesa de la hannukkiyyà per la festa de Hanukkà a la ciutat de Girona, en col·laboració amb el Centre Bonastruc ça Porta, del Patronat Call de Girona, o a la sinagoga del Puig del Mercadal de Castelló d'Empúries.
Des de l'octubre de 2017 publiquen regularment articles sobre Halacà, cultura i tradicions i també resums, explicacions i comentaris a la Torà, així com comentaris en català a la paraixà setmanal de rabins com Nissan ben Avraham, Jonathan Sacks o Nathan Lopes Cardozo.
El juny de 2018 varen participar en la pregària interreligiosa de suport a les famílies dels presos polítics i dels exiliats a la Basílica de Santa Maria del Pi, on va intervenir Moriah Ferrús en representació de la Nova Escola Catalana.
Algunes de les activitats de difusió i de revisionisme històric es duen a terme a la Casa Adret, el Centre de la Cultura Jueva de Barcelona inaugurat el 2018, o a altres organismes que contenen patrimoni jueu, com el Museu d'Història dels Jueus de Girona. Una altra de les col·laboracions de l'entitat és amb les Jornades Europees de la Cultura Jueva.